# Habib Ben Yahia

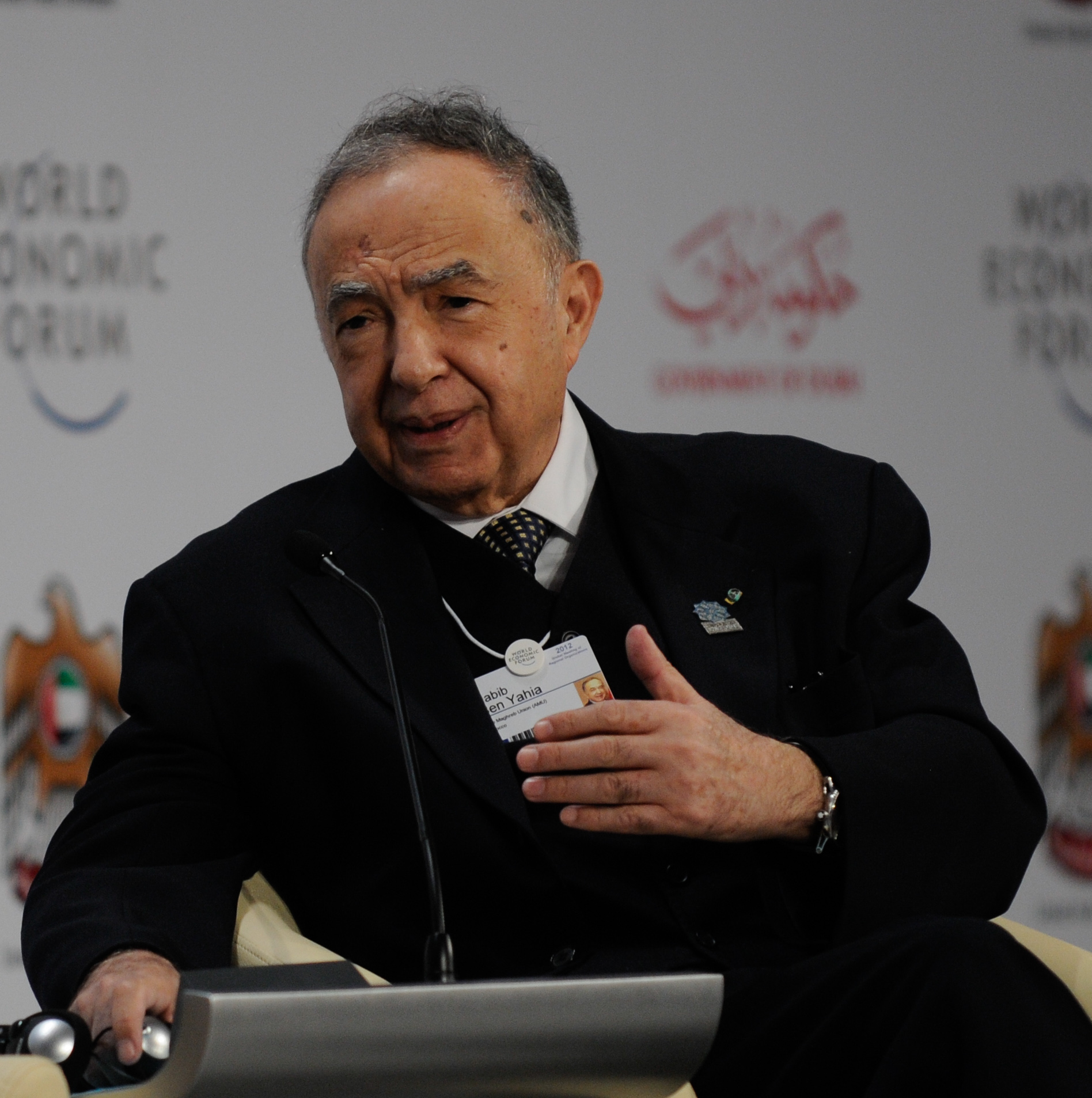
Habib Ben Yahia bei einem Treffen des Weltwirtschaftsforums 2012

Habib Ben Yahia (arabisch الحبيب بن يحيى, DMG al-Ḥabīb b. Yaḥyā; * 30. Juli 1938 in Tunis) ist ein tunesischer Diplomat und Politiker der Sozialistischen Destur-Partei, der mehrmals Botschafter, zwischen 1991 und 1997 und erneut von 1999 bis 2004 Außenminister sowie zwischenzeitlich von 1997 bis 1999 Verteidigungsminister war. Später war er zwischen 2006 und 2016 Generalsekretär der Union des Arabischen Maghreb.

## Leben
Ben Yahia begann nach dem Schulbesuch ein Studium der Anglistik an der Universität Tunis, das er mit einem Magister abschloss. Danach absolvierte er ein postgraduales Studium im Fach Internationale Beziehungen an der Columbia University und trat daraufhin 1963 in den diplomatischen Dienst ein. Zunächst war er im Außenministerium Leiter des Referats für die anglophonen Staaten Afrikas und dann Leiter des Referats für Wirtschaftsbeziehungen mit den USA, ehe er 1967 Botschaftsrat für Wirtschaft an der Botschaft in den USA sowie im Anschluss Botschaftsrat an der Botschaft in Frankreich war. Nach seiner Rückkehr nach Tunesien wurde er 1973 Leiter des Referats für bilaterale finanzielle Zusammenarbeit sowie danach Kabinettschef von Außenminister Habib Chatty.
1976 übernahm Ben Yahia seinen ersten Posten als Botschafter, und zwar von 1976 bis 1977 als Botschafter in den Vereinigten Arabischen Emiraten. Anschließend war er zwischen 1977 und 1981 Botschafter in Japan sowie von 1981 bis 1988 Botschafter in den USA. Nachdem er zwischen 1988 und 1991 Staatssekretär im Außenministerium war, löste er schließlich am 20. Februar 1991 Habib Boularès und fungierte bis zu seiner Ablösung durch Abderrahim Zouari am 22. Januar 1997 im Kabinett von Premierminister Hamed Karoui erstmals als Außenminister. Nach einer Kabinettsumbildung war er als Nachfolger von Abdallah Kallel vom 22. Januar 1997 bis zu seiner Ablösung durch Mohamed Jegham am 17. November 1999 Verteidigungsminister im Kabinett Karoui.
In der Regierung von Premierminister Mohamed Ghannouchi bekleidete Ben Yahia als Nachfolger von Saïd Ben Mustapha zwischen dem 17. November 1999 und seiner Ablösung durch Abdelbaki Hermassi am 10. November 2004 zum zweiten Mal den Posten des Außenministers. Am 1. Februar 2006 übernahm er als Nachfolger von Habib Boularès die Funktion als Generalsekretär der Union des Arabischen Maghreb. Diese bekleidete er zehn Jahre lang bis zum 5. Mai 2016, woraufhin Taieb Baccouche seine Nachfolge antrat.